# صقالة القصبة (الصويرة)
صقالة القصبة أو صقالة المدينة هي حصن دفاعي يقع في الزاوية الشمالية الغربية للمدينة العتيقة للصويرة على المحيط الأطلسي، يعود تاريخها إلى القرن الثامن عشر، حيث كانت أحد التحصينات الرئيسية لمدينة الصويرة. تم تصنيفه كمعلم تاريخي بموجب ظهير مغربي بتاريخ 30 أغسطس 1924. وقد صنفتهااليونيسكو إرثا عالميا وذلك في سنة 2001.

## التاريخ
بنيت الصقالة عام 1765 بأمر من السلطان العلوي محمد الثالث بن عبد الله. وكان دورها الدفاع عن مدينة الصويرة من القصف البحري. لعبت الصقالة دورا في القصف الذي شنته فرنسا على المغرب خلال الحرب الفرنسية المغربية عام 1844.

## الهندسة
تم بناء الصقالة من الحجر من قبل مهندس معماري فرنسي تأثر بعمل المهندس العسكري الفرنسي سيباستيان فوبان، تمتد الصقالة على الساحل الأطلسي، وتتضمن عشرات المدافع الإسبانية البرونزية التي تم صنعها في إشبيلية وبرشلونة بين عامي 1743 و1782. يبلغ طول مدافع الصقالة 3.25 مترًا ويبلغ عيارها 150 ميليمترا، وعرضها 450 ميليمتر، وقد صممت لإطلاق قاذفات تزن 5 كيلوغرامات إلى مسافة تقارب 1500 متر. تتكون القلعة من ساحة مستطيلة الشكل متشكلة من مستويين الأول تحت أرضي استعمل كمخزن للتجهيزات العسكرية والثاني فوق أرضي يتكون من برج للمراقبة يعلوه برج آخر.

## معرض الصور

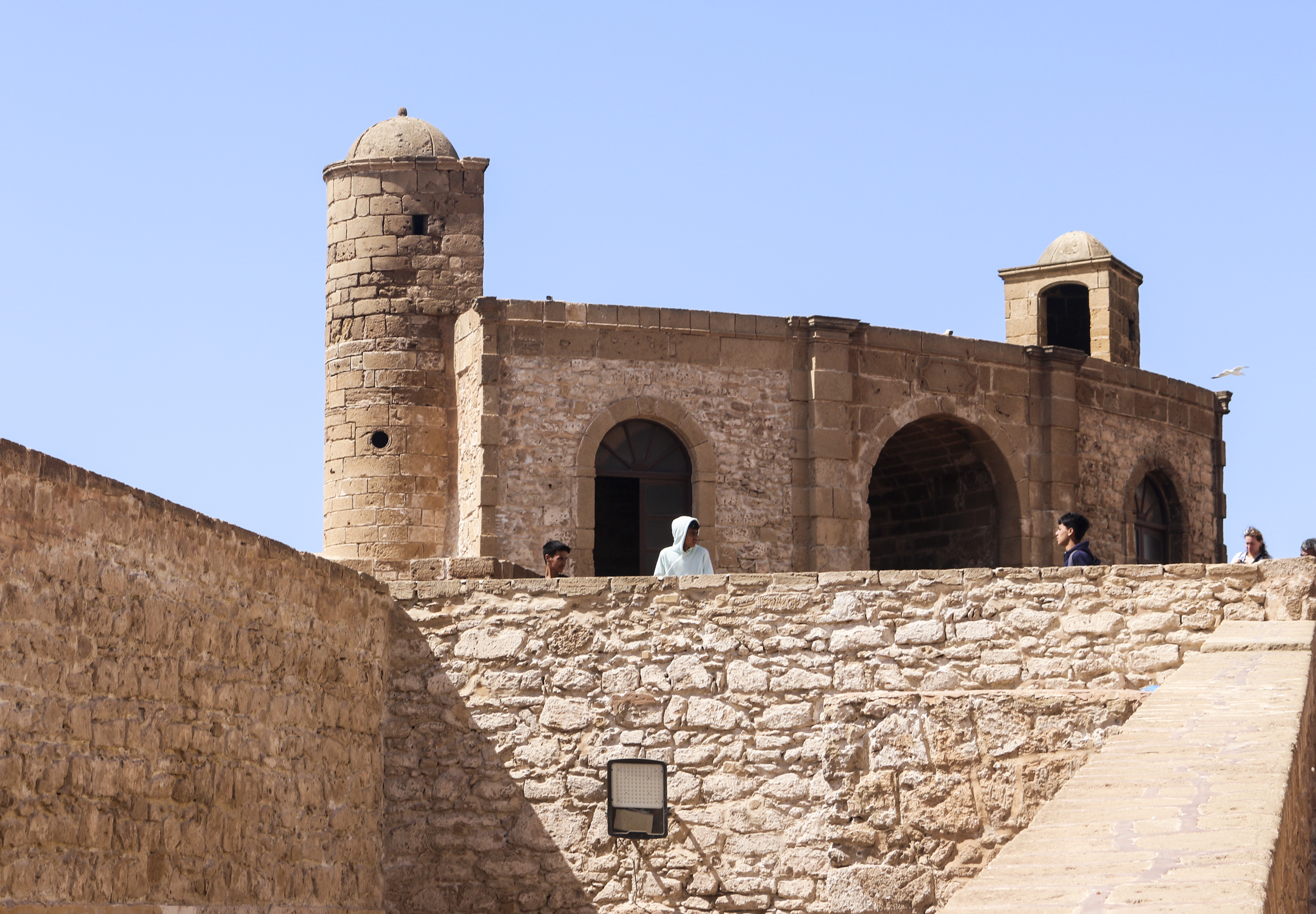
برج الصقالة.
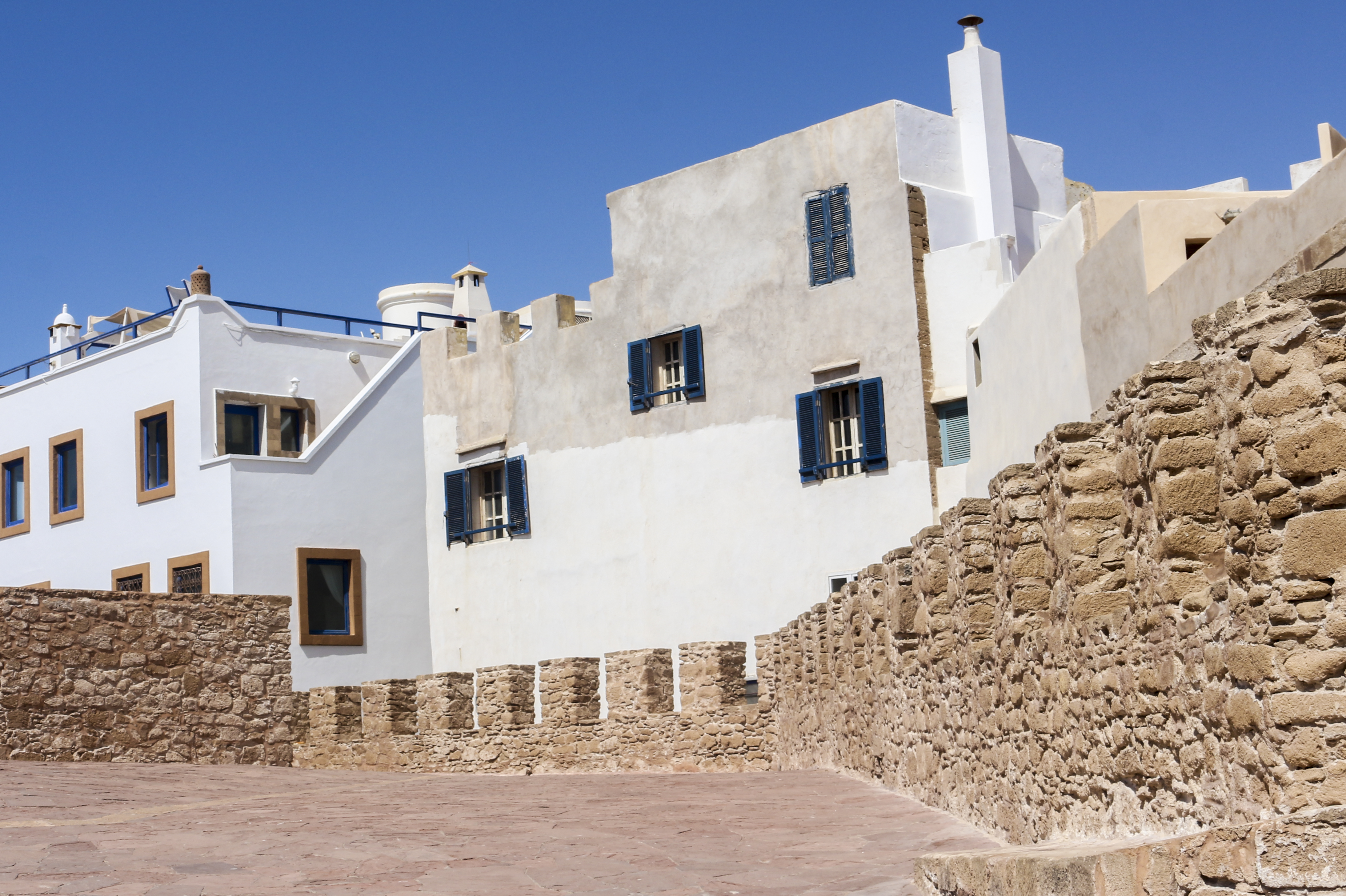
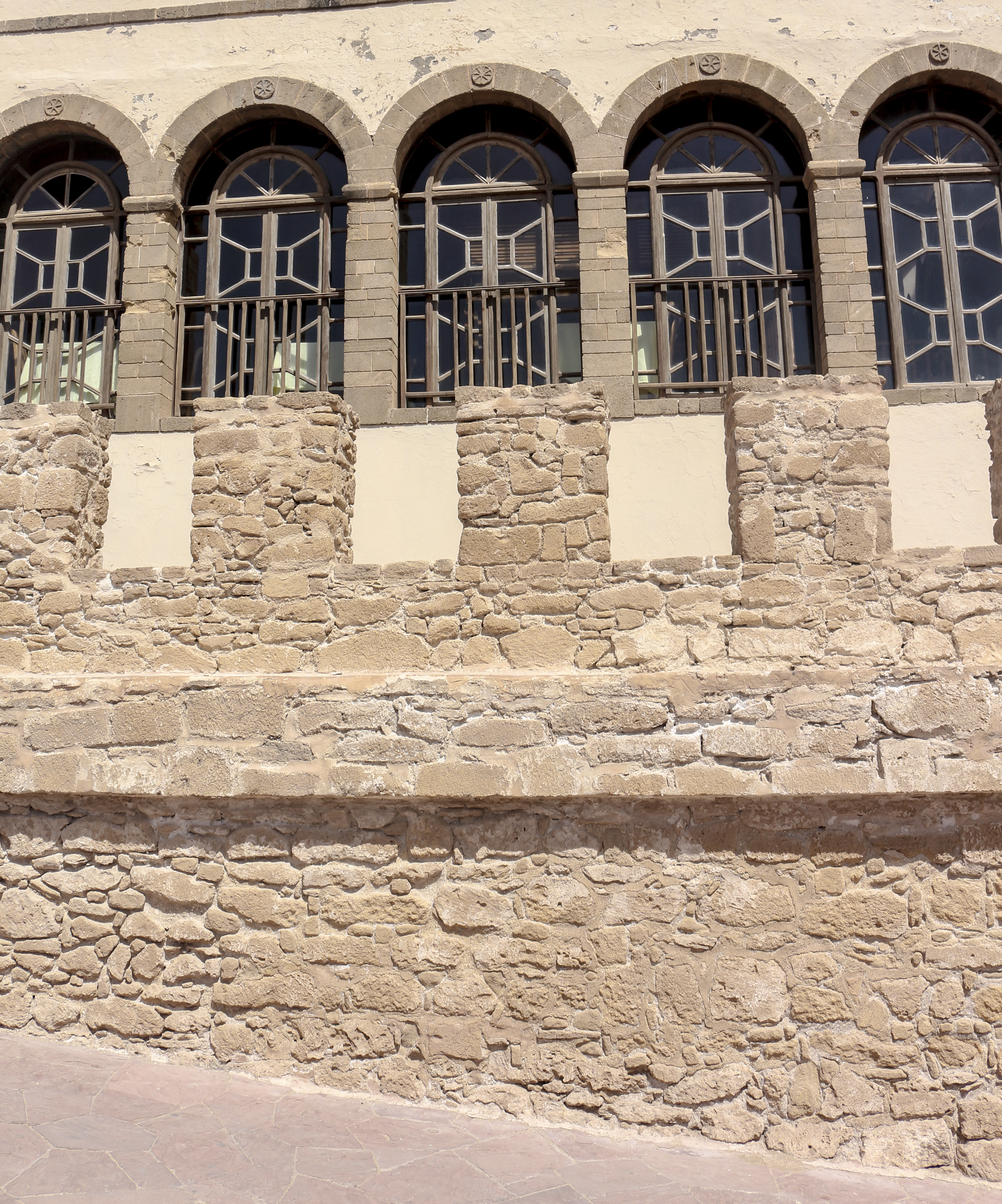
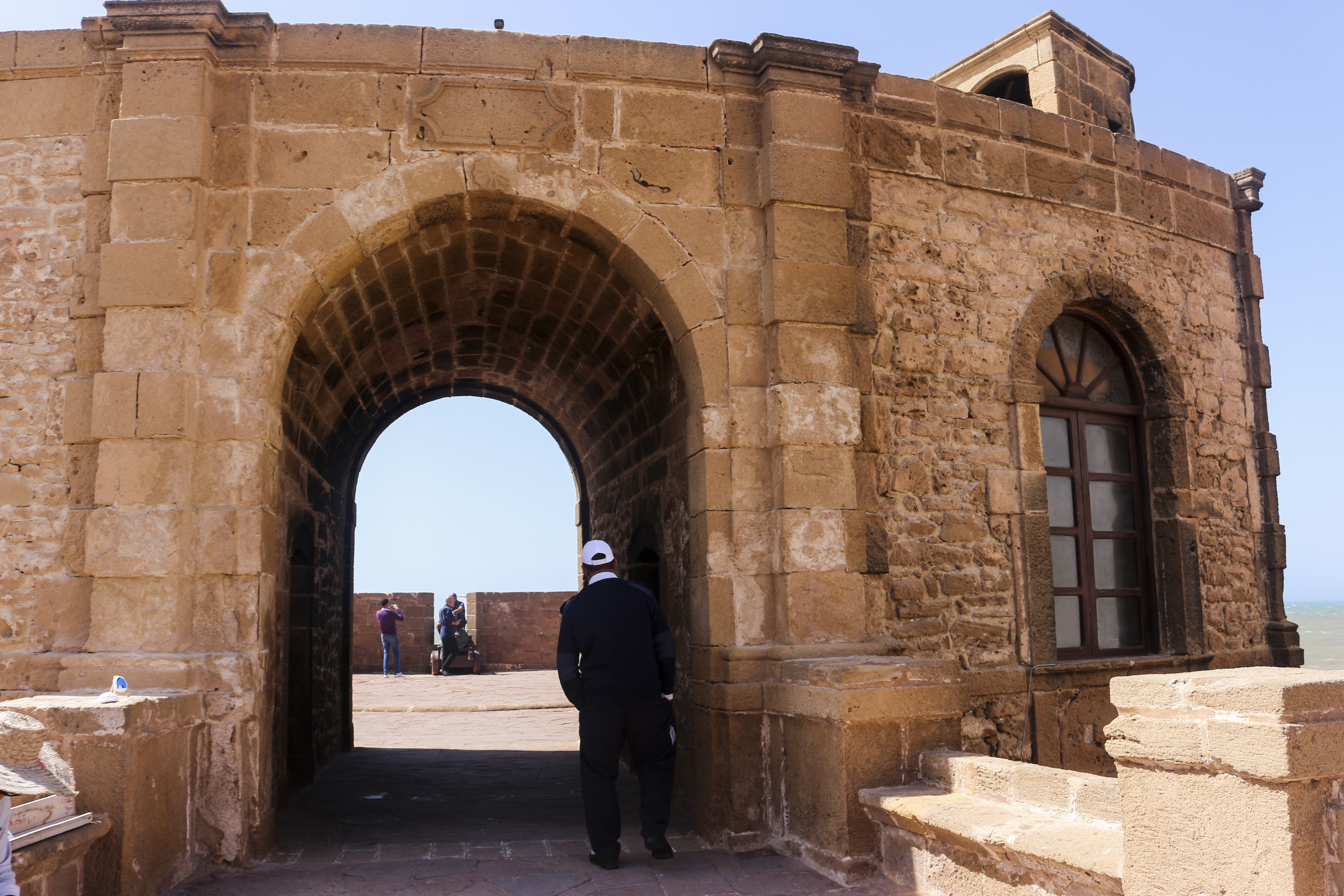
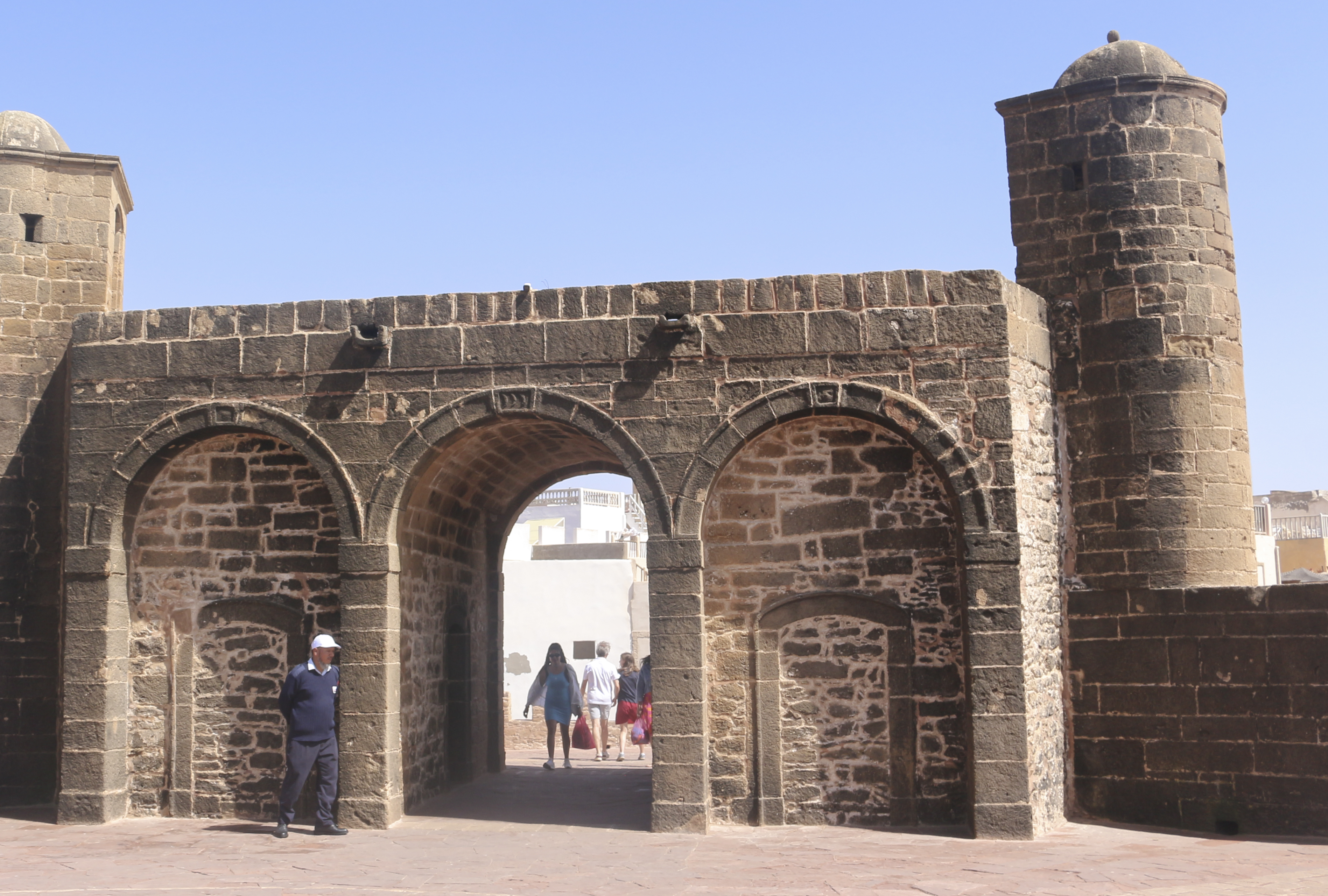
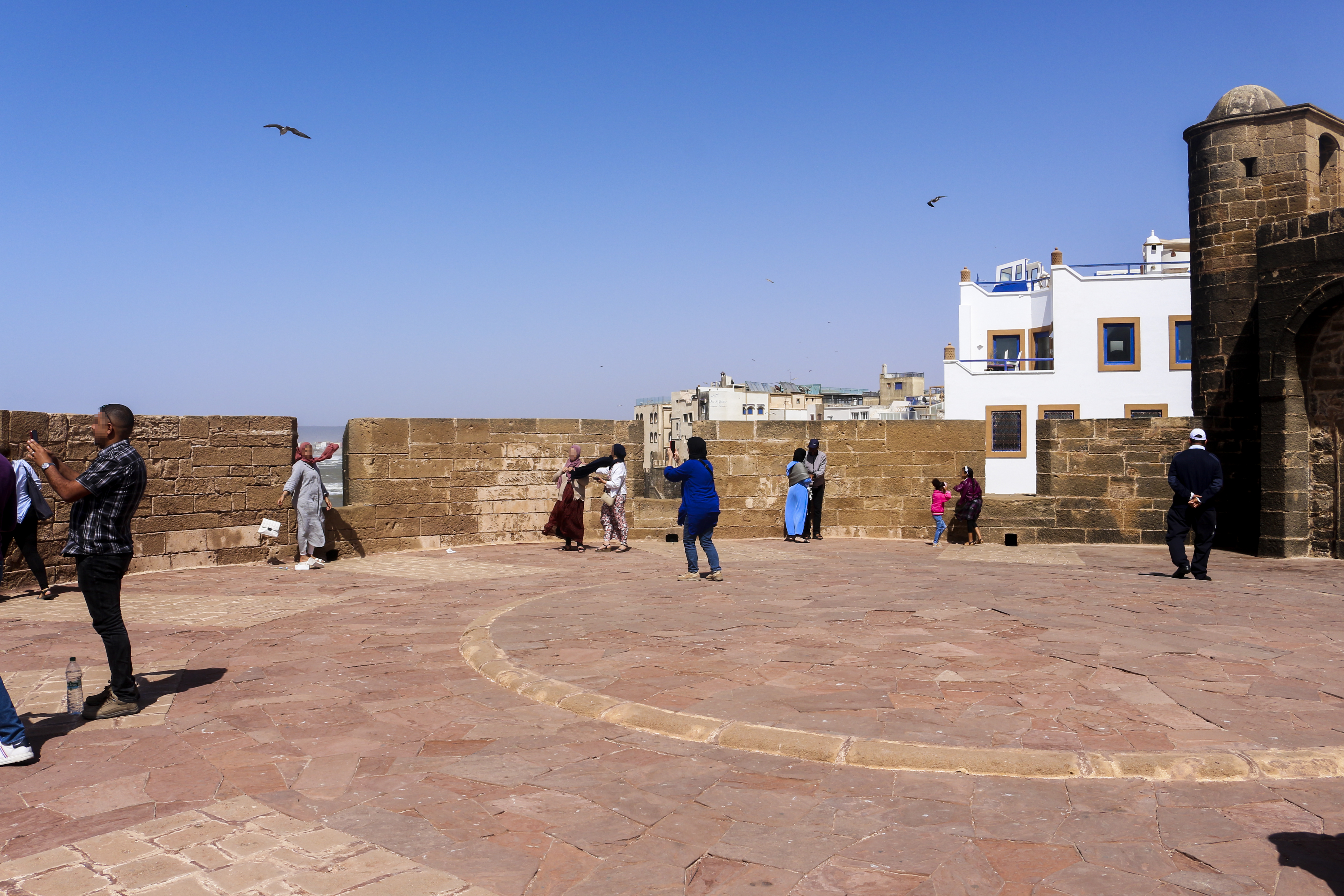